# Jepifanij I
Epifanij I eller Epiphanius I, född Serhij Petrovytj Dumenko (ukrainska: Сергій Петрович Думенко) 3 februari 1979 i Vovkove, Odessa oblast, Ukrainska SSR, är sedan 15 december 2018 Ortodoxa kyrkan i Ukrainas patriark och högste ledare, med titeln metropolit av Kiev och hela Ukraina(en).
Jepifanij I är den första ukrainska patriarken sedan 1686, då patriarkatet i Kiev placerades under Moskvapatriarkatet. Jepifanij valdes vid ett kyrkomöte i Sofiakatedralen i Kiev 15 december 2018, då Kiev-patriarkatet och den autokefala kyrkan gemensamt valde en ny patriark.
Han var tidigare biskop av Vysjhorod.
Jepifanij gjorde meteorkarriär under patriarken Filaret. Filaret kunde inte leda den nya Ortodoxa kyrkan i Ukraina själv, men har behållit sin ställning och sitt inflytande inom sin kyrkans struktur. Detta är unikt i kyrkohistorien. 